# Evippa turkmenica
Evippa turkmenica är en spindelart som beskrevs av Sternbergs 1979. Evippa turkmenica ingår i släktet Evippa och familjen vargspindlar.
Artens utbredningsområde är Turkmenistan. Inga underarter finns listade i Catalogue of Life.